# What We're All About
«What We're All About» (або It's What We're All About) сингл канадської панк-рок-групи Sum 41. Пісня звучала в фінальних титрах фільму «Людина-павук».
В кліпі на пісню з'являється Керрі Кінг з Slayer.
Це перероблена версія пісні «Dave's Possessed Hair/It's What We're all About» з міні-альбому «Half Hour of Power».

## Список пісень
1. «It's What We're All About» (3:30)

## Виконавці
- Деррік «Bizzy D» Уіблі — гітара, вокал
- Дейв «Brownsound» Бекш (Dave Baksh) — вокал, гітара, бек-вокал
- Джейсон «Cone» МакКеслін — бас-гітара, бек-вокал
- Стів «Stevo32» Джокс — ударні, бек-вокал
- Керрі Кінг — соло на гітарі

## Чарти
| Чарт (2002)                              | Пікова позиція |
| ---------------------------------------- | -------------- |
| Австралія (ARIA)                         | 63             |
| Німеччина (Media Control AG)             | 91             |
| Ireland (IRMA)                           | 23             |
| Italy (FIMI)                             | 45             |
| Нідерланди (Mega Single Top 100)         | 71             |
| Швейцарія (Media Control AG)             | 43             |
| UK Singles (The Official Charts Company) | 32             |